# 山中一揆
山中一揆（さんちゅういっき）は、享保11年11月21日（1726年12月14日）から翌享保12年正月20日（1727年2月10日）にかけて、美作国津山藩領の西部にあたる真島郡・大庭郡（現在の岡山県真庭市（旧北房町を除く）、真庭郡新庄村）を中心に発生した百姓一揆である。津山藩の減封による混乱時に、藩の役人や一部の庄屋が郷蔵から米を持ち出そうとした事に反発しての一揆であり、一揆側の51人が処刑された。

## 特徴
江戸時代の前半に発生した一揆は農村の上層部の庄屋が主導するものであったが、後期に発生した一揆は一般百姓が主体となった騒動にかわってゆく。山中一揆はこの変わり目の時期に発生し、一般百姓が主体となった一揆の嚆矢とされる

## 背景
1603年（慶長8年）、森忠政が18万6500石で津山藩主になる。その後4代にわたって95年間、森家の支配が続いたが、後期は財政がひっ迫し、農民に七公三民（年貢率70％）を強いていた。
1697年（元禄10年）に4代森長成が死去。末期養子として遠戚の衆利が5代目に迎えられるも、伊勢国で幕政を批判して狂乱。同年8月に改易となる。
約10ヶ月間、幕府直轄の支配が続いた後、1698年（元禄11年）、徳川家康の系譜を引く陸奥白河藩主松平直矩の三男、松平宣富が津山藩主となる。
七公三民だった森家時代の厳しい年貢の取り立てから、幕府直轄（天領）時には五公五民となる。その後、松平が入部し、年貢を六公四民に設定。当時、六公四民は一般的な年貢の割合だったが、五公五民を知った農民からは不満を買ったと思われる。入部後すぐ、年貢に不満を持った農民たちによる一揆、高倉騒動が起こっている。
さらに、自然災害が頻発して不作が続き、農民たちはますます窮乏していく。1711年（正徳元年）に250軒以上が倒壊する地震が起こり、1714年（正徳3年）には季節外れの大雪に見舞われた。1716年（享保元年）、飢餓人は12,000人を超える。その後も洪水、干ばつなどの天変地異がくり返された。
また、1705年（宝永2年）、1715年（正徳5年）、1717年（享保2年）の3回にわたって、江戸藩邸が類焼。津山藩の財政はますますひっ迫した。そんな藩の財政を立て直すため、1726年（享保11年）に久保新平が津山藩の勘定奉行を任じられる。久保は作付高に対して4％の年貢の追加といった年貢増徴策をおこなった。さらに、年貢完納の時期を例年よりも1ヶ月以上早め、年貢を納めるまで麦まきなどの農作業を一切禁止。農民たちに圧政を敷いた。
そんな中で1726年の11月、二代目藩主の松平浅五郎が11歳の若さで病死。跡継ぎのない津山藩は改易か、減封か、国替えになると予想された。遠戚を藩主に充て、跡継ぎ問題は解消されるも、新しい藩主が9歳と幼かったため、10万石から5万石に減らされた。農民たちの関心はすでに納めている年貢米の動向、納めた米が自分たちのもとに戻ってくるかもしれないという点に集まっていた。
また、山中一揆の首謀者である牧村の徳右衛門の妻の父の木地師仲間に首謀者の一人であるひなたノ半六が存在していたことも指摘されている。

## 発端

### 藩主の死と領内の動揺
享保11年の藩主は11歳の松平浅五郎であったが、10月中ごろから病が重くなり重体となった。幼少のため跡継ぎもいないため、浅五郎が亡くなれば藩は取り潰しか減知になる危機が迫った。藩ではそうなる前に今年分の年貢の徴収を完了するため貢納期限を40日繰り上げることを命じ、完納するまでは麦の植え付けなどの他の農作業を禁じるという強硬手段を実施した。浅五郎は11月11日に江戸で死去したが藩主危篤の知らせは17日に松島平八によって津山に達し、18日早朝に伊丹河右衛門が藩主の逝去を津山に届け同日家臣の主だった者に伝達され、順次領内に伝達された。津山藩は一旦幕府に収公され、徳川家康の血脈を継ぐ名家を残すために同属の越前松平家の連枝である又三郎に五万石（領地を半減）と津山の城が与えられた。この知らせは23日の夜に増田平馬によって津山に届けられた。

### 大庄屋による西原郷蔵事件
享保11年（1726年）11月21日夜、大庭郡河内村（現 真庭市上河内、中河内、下河内）の大庄屋近藤忠左衛門と中庄屋三郎平衛らが、大庭郡西原村（現 真庭市西原）の郷蔵（年貢米を一時的に預ける藩の倉庫）から、収納していた自分の取り分（先納米か、御用米の返済分）を持ち出した。しかし、後のお咎めを恐れ、その夜のうちに郷蔵に積み戻す。ところが、その行動が農民に見つかり騒動となる。大庄屋らは姿を隠したものの、持ち出そうとしたのが自分の米であったことから、藩当局は家内の者の謹慎を命じた。また、帳簿を他の大庄屋に預けることで一件は落着する。

### 津山藩による郷蔵事件
11月24日、幕府から「津山藩の石高を10万石から5万石の半減とする」との知らせが津山に届く。久保新平は、減封の対象が真島・大庭の両郡であると判断する。領地を取り上げられる前に年貢米を持ち出そうと、大庭郡久世村（現 真庭市久世）に出張中の役人である井九太夫に、久世の郷蔵から年貢米を運び出すことを命じる。
11月28日、年貢米を船に積んで旭川を下ろうとしたところを農民に見つかる。農民は米を戻すことを要求するが、翌朝に船はそのまま下る。農民の藩への不信が爆発した。

## 経過

### 一揆勢の集結・交渉
12月3日、真島・大庭の両郡の北部にあたる山中地域（現 真庭市の湯原、蒜山の全域、真庭市の勝山、美甘地区の一部、真庭郡新庄村）の農民3000～4000人が久世村に集結。4日、久世周辺の農民と合流。一揆勢の指導者6人（仲間村牧分の徳右衛門、見尾村の弥治郎、小童谷村の半六、大森村の七左衛門・喜兵次、土居村の忠右衛門）が井九太夫と交渉。井九太夫は「藩の正式代表が来るまで」と、久世の郷蔵を一揆勢に渡す。一揆勢は近辺の大庄屋、中庄屋などの屋敷の打ちこわしを行う。
この知らせが津山に届くと、城中で緊急の評定が開かれる。一揆の状況はすでに津山藩領の東部にまで伝わっており、領内全土に一揆が起こりかねない状況であった。大庭郡代官の山田丈八と真島郡代官の三木甚左衛門が藩の代表として派遣され、6日以降一揆側と交渉することになる。
12月10日、一揆側は以下の6つの要求のうち、4.を除く5つを津山藩に認めさせ解散した。
1. 年貢の未納分の14%は納入を免除すること
2. 作付高に対し四歩加免は免除すること
3. 大庄屋から借りて払った年貢米を免除すること
4. 米以外の大豆納、炭焼き、木地挽き等の諸運上銀を免除すること
5. 藩が任命する大庄屋・村庄屋を廃止して、農民が選んだ状着（農民代表）を置くこと
6. 大庄屋・中庄屋・村庄屋に与えられた特別の権益を廃止し、諸帳簿を農民に渡すこと

この後、4.の要求が拒否されたことに刺激され、津山藩領の全域に百姓一揆が派生し、藩は概ね上記と同様の要求を認めた。これにより百姓一揆は一旦収まった。19日、津山藩はこの騒ぎのすべての責任を久保新平に負わせ、久保を処分した。

### 山中地域での強訴
12月21日、大庭郡樫邑と西西条郡西谷村、東谷村の農民が、大庄屋・中庄屋に四歩加免と14%の年貢米の返納と、ここ数年の年貢帳簿の引き渡しを要求する。大庄屋・中庄屋はこれを拒否し、代わりに米切符を渡す。この話が山中地域に広がり、徳右衛門、弥治郎、半六を頭取として大庄屋・中庄屋を襲撃し、米切符や米俵等を得る。29日、状宿・状着を選出し、農民の自治の試みが実現される村も出始める。30日、山田・三木の両代官は山中地域に1800俵の米切符を出し、引き上げる。山中が天領になれば、津山藩の米切符は無効になるため、徳右衛門らは米への交換に向けた戦いを組む。

### 津山藩による鎮圧
享保12年（1727年）正月3日、津山藩は城内で評定を開く。5日、山田・三木の両代官に「生殺与奪の権」が与えられ、武力弾圧を決議。6日、山田兵内が率いる40名の鎮圧隊が久世に入る。鎮圧隊は山中地域の大庄屋とともに翌7日の山中への攻め込みを決定。一方、一揆勢の農民800余人は山中の入口にあたる大山道の三坂峠に集結。7日、この噂を聞いた鎮圧隊は出雲街道から山中の裏側にあたる美甘・新庄に進行する。8日、美甘・新庄の状着2人が鎮圧隊に捕まり、偵察を条件に助命。また、津山から大規模な戦闘部隊が到着し、真島郡黒田村（現 真庭市黒田）、三坂峠、旭川川筋（久世～帰路峠～山久世～旭川上る）の3方面から攻める。11日、状着2人の偵察により真島郡土居村（現 真庭市禾津）の徳右衛門宿の様子を三木代官に報告。
12日、山田・三木の両代官は真島郡田口村の2人、真島郡新庄村の3人を新庄今井河原で処刑し、首切峠などにさらす。両代官は農民に案内させ、徳右衛門らの集結する土居村に潜入。土居の柿の木坂で徳右衛門、忠右衛門、喜平次ほか32人を捕まえる。13日、32人のうち25人を土居河原で処刑し、うち13人を三坂峠、12人を帰路峠にさらす。14日、徳右衛門と喜平次の2人を津山に護送。見尾村の弥治郎も中庄屋の密告により捕まる。15日、大森村の七左衛門が捕まる。16日、山中の百姓は、惣百姓の連名で詫び証文を出す。17日、弥次郎、忠右衛門、七左衛門が津山に送られる。20日、最後まで抵抗した目木触（現 真庭市久世周辺）、河内触（現 真庭市川東、河内周辺）が鎮圧される。
24日、小童谷村の半六が捕まる。25日、湯本大庄屋預かりの8人を湯本下河原で処刑し、熊居峠にさらす。閏正月2日、目木触と河内触の指導者7人を久世河原で処刑する。これらの村々が詫び証文を出し、四歩加免以外は認められず、取り返した米も返納させられた。状宿・状着の制度は廃止し、庄屋制が復活した。3日、半六を津山へ護送。

## 結末
大庄屋の郷蔵事件の発端となった西原村の大庄屋の加右衛門は後日処刑される。2月10日、半六が御赦免（所払い）となる。3月12日、津山送り27人のうち6人が正式の裁判にかけられる。久世の寺院がそれぞれ持っている人脈を使い助命嘆願を訴え出るが、処刑となる。徳右衛門、弥次郎は津山を引き回しの上、院庄の滑川の刑場において、磔になった。
4月16日、この一揆の要因を作った勘定奉行の久保新平には金五両が下され、追放となる。
享保12年5月、真島郡と大庭郡は天領となり、大庄屋は廃止された。

## その後
1980年(昭和55年)、一揆のことや犠牲になった51人について調べ始めた人たちにより山中一揆義民顕彰会が新しく結成された。1982年(昭和57年)には禾津に山中一揆義民慰霊碑が建てられ、一揆の中心人物の一人である徳右衛門の命日に「義民まつり」が開催されるようになった。
義民祭：田部義民の墓（真庭市蒜山西茅部）や、社田義民の墓（真庭市蒜山西茅部）などでは、一揆で犠牲になった人々を顕彰するために、毎年６月の第１日曜日に「義民祭」を開催している。
2014年(平成26年)：山中一揆をモチーフとした映画「新しき民」が制作・上映された。脚本・監督は山﨑樹一郎。本作の制作にあたっては、エキストラ出演や小道具の制作、現場スタッフの食事提供などに地域住民が参加する「一揆の映画プロジェクト」が立ち上げられた。映画のモデルは、一揆の後に処刑されず故郷を離れ、後に帰郷したといわれる治右兵衛と半六である。主演：中垣直久（鳥の劇場）、梶原香乃ほか。
1999年(平成11年)、湯原町で「全国義民サミット」が開催された。

## 一揆にかかわる史跡
多数の犠牲者を出した山中地域には、犠牲者の墓、供養塔や顕彰碑などが残っている。
- 徳右衛門御崎（真庭市仲間）：「享保十二未三月十一日」「清眼則勇信士」「俗称池田徳右衛門」などと刻まれた石碑。嘉永年間（1848年〜1854年）に近くの大庄屋、庄屋、年寄などが建立したもの。かつては刀、鎌、鍬、幟などが奉納され、願い事がかなうとして賑わった。真庭市指定重要文化財。
- 義民樋口弥治郎碑（真庭市見尾）：見尾集落東方に1917年（大正6年）に建立された顕彰碑。弥治郎は近くの山の洞穴に身を潜め、そこに愛犬が弁当を届けていたといわれる。弥治郎が隠れていた山は「弥治郎嶽」と呼ばれている。また、この碑に寄り添そうように義民弥治郎忠犬塚も建てられている。真庭市指定重要文化財。
- 清水寺の供養碑（真庭市久見）：1965年（昭和40年）に旭川の土居河原で発見され、清水寺に移築された石碑。「過去亡霊二十五人為菩薩 供養 大仏頂陀羅尼一万八千遍誦之 乃至法界 平等利益」「享保十二未天正月十三日 清水寺」とある。土居河原で処刑された25人の供養のために、経を1万8000回唱えたことが分かる。
- 大林寺の妙典塚（真庭市黒杭）：石塔本体には「奉納大乗妙典書写 一石一部塚」「于時享保十二丁未天九月日　教音書写」と記されている。台座には、山中一揆で処刑された51人の名前と命日などが刻まれ、山中一揆犠牲者全員の供養のために建てられたものといえる。苔むして文字は明確でないが、菩提を弔う人々は津山藩の暴政の犠牲者であると刻まれている。天保4年（1833年）に建立。真庭市指定重要文化財。
- 社田（こそだ）義民の墓（真庭市蒜山西茅部）：享保12年1月25日に処刑された真庭市蒜山西茅部出身の治郎右衛門の墓で、自然の石で作られた墓には、「刃了禅定門」「享保十二未天」「正月 十三日」などの文字が刻まれている。地元では毎年6月の第一日曜日を義民祭としておまつりをしている。真庭市指定重要文化財。
- 田部義民の墓（真庭市蒜山西茅部）：山中一揆で処刑された西茅部出身者らの墓で、もとは別々の場所にあったものが徐々に寄せ集められ、まつられるようになったもの。地蔵の一部には、「笠木 忠右衛門」「三右衛門」など、享保12年1月13日に土居河原で処刑された西茅部の農民の名前が確認できる。真庭市指定重要文化財。
- 大森の七左衛門父子祠（真庭市東茅部）：七左衛門・喜平次父子を祭る祠。父の七左衛門は奥山中の総大将格で、16歳の喜平次は総大将徳右衛門の幕僚として活躍した。父子はともに津山送りとなり、津山で処刑された。村々の救済に身をささげた父子を顕彰するために、1958年（昭和33年）に大森集落の藪の影から現在の場所に移し、供養を続けている。真庭市指定重要文化財。
- 剣のみさき（真庭市鉄山）：美甘村鉄山の大槌に湯本下河原で処刑になった七郎兵衛を祭ったもの。この祠のそばには1926年（大正15年）に建てられた200年祭を記念する石碑がある。命日の正月25日には毎年祭礼が行われている。また近くの墓地には、真庭市指定重要文化財の七郎兵衛の墓がある。
- 湯谷義民の墓（真庭市田口）：享保12年1月12日に今井河原で処刑された田口出身の長右衛門と三郎右衛門の墓。1961年（昭和36年）に当時の美甘村長が発起人となって建立された。そのそばには、長右衛門のものと伝えられる自然の石を積み上げた墓（真庭市指定重要文化財）がある。
- 萩原の万霊供養の道標（真庭市見明戸）：見明戸の萩原地区のはずれ、大山方面と美甘方面に分かれる旧道の分岐点に、自然石に｢萬霊 右 大山みち　享保十三年申三月十二日」と読み取れ、施主として三人の名が刻まれている。この日付は徳右衛門ら6名が津山で処刑されたときから、ちょうど1年を経過した日にあたる。
- 三倉の善六みさき（真庭市種）：土居河原で処刑になった善六を祀っている。
- 樫邑の道全の供養塔（真庭市樫邑）：久世で処刑された樫村の新兵衛の供養塔。道全は法名。
- 院庄の首無し地蔵（津山市院庄）：院庄滑川刑場で処刑された首謀者6人の地蔵様。

享保12年6月中旬：山中一揆の民衆側にたって書かれた騒動記「美国四民乱放記」が成立。筆者は高田（現真庭市勝山）の住人神風軒竹翁(しんぷうけんちくおう)である。竹翁の素性は明らかではない。この一揆の騒動記は10点を超えるが、そのなかで最も内容が整っているとされる。
1982年（昭和57年）：徳右衛門らが捕らえられた土居村の柿の木坂付近に「義民の丘」を整備。全犠牲者の名を記した山中一揆義民慰霊碑を建立。毎年5月3日に慰霊祭「山中一揆義民祭」が行われている。題字は当時の岡山県知事である長野士郎による。
2014年（平成26年）：山中一揆をモチーフとした映画「新しき民」が上映される。監督・脚本は山﨑樹一郎。

## ギャラリー

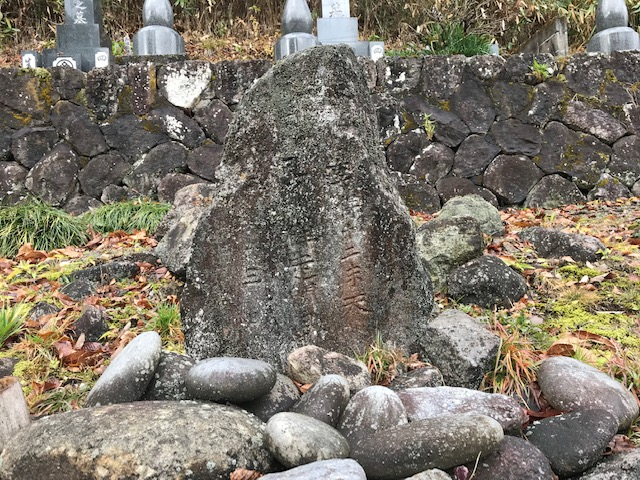
社田次郎右衛門の墓標
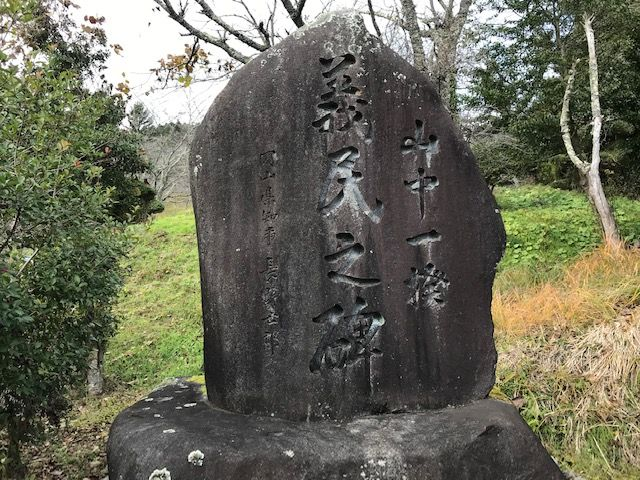
山中一揆義民之碑
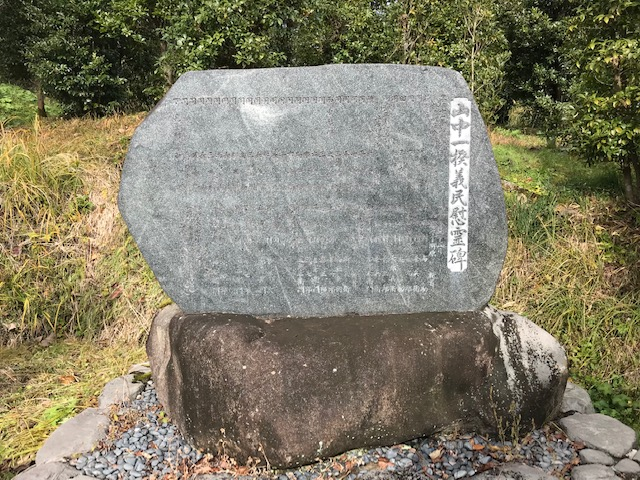
山中一揆義民慰霊碑
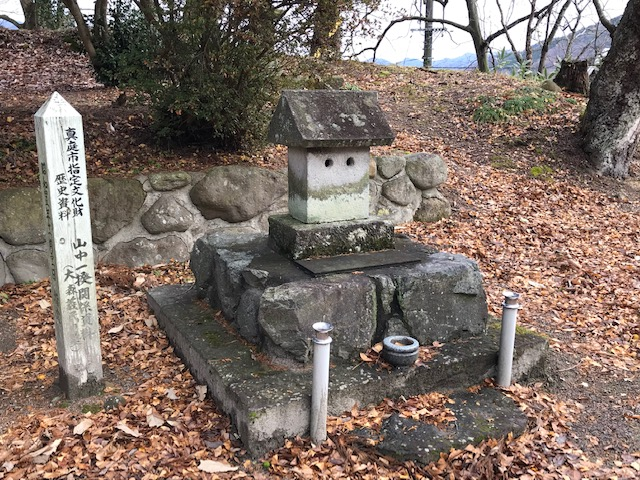
大森左衛門父子の祠
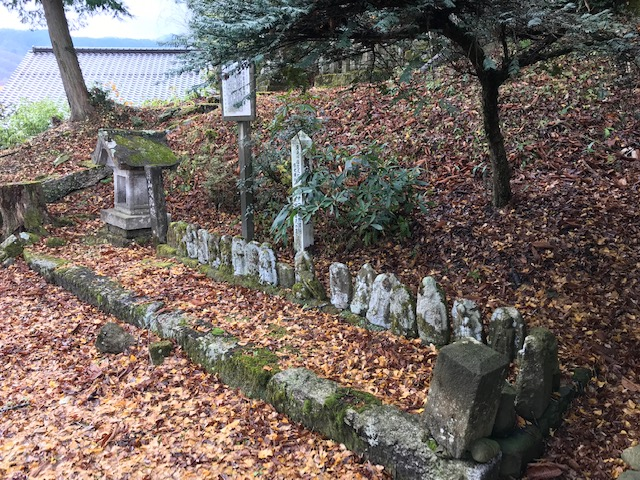
田部義民二十人の墓
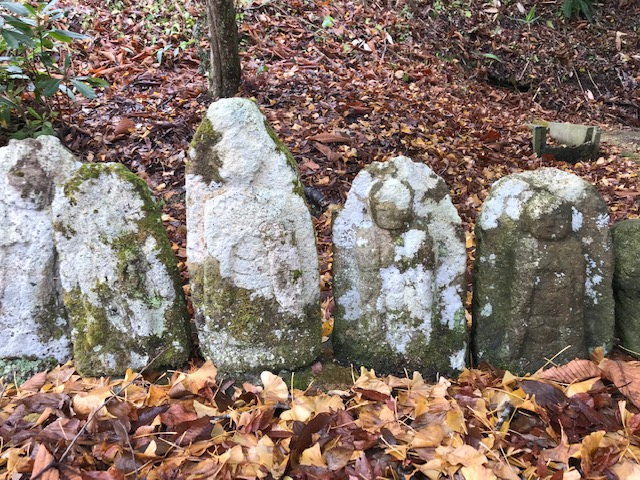
田部義民二十人の墓
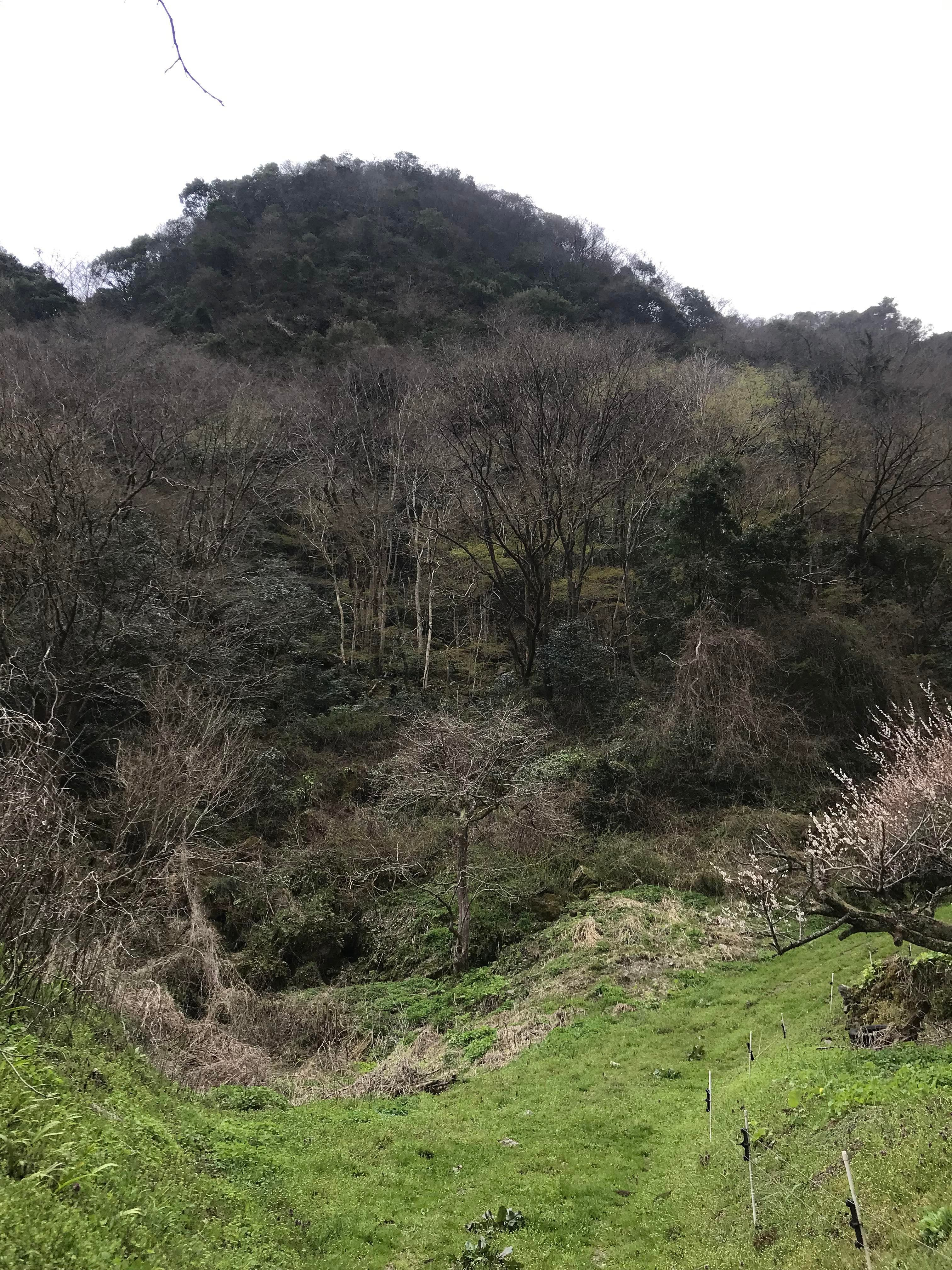
弥治郎嶽
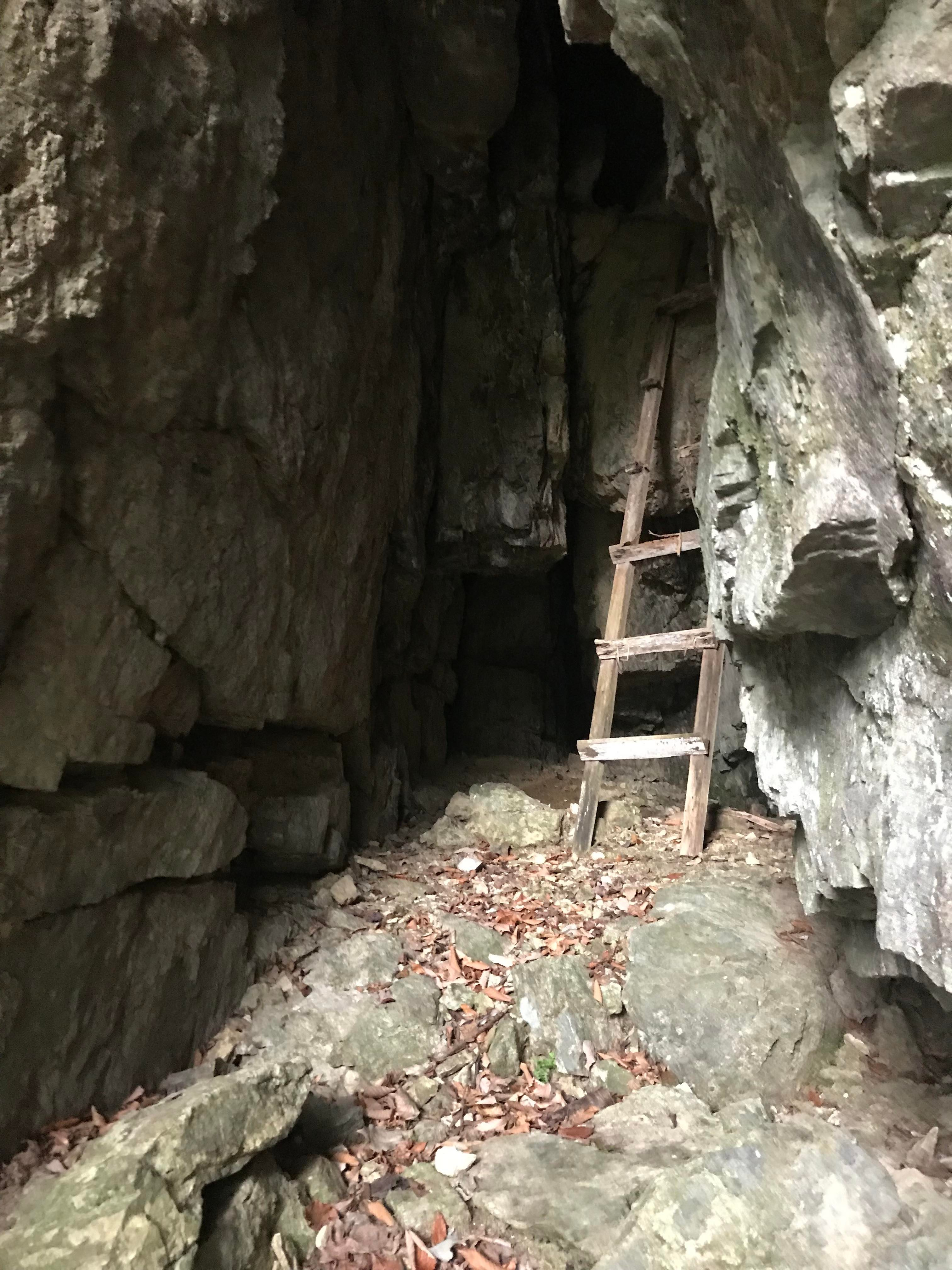
弥治郎嶽の洞穴
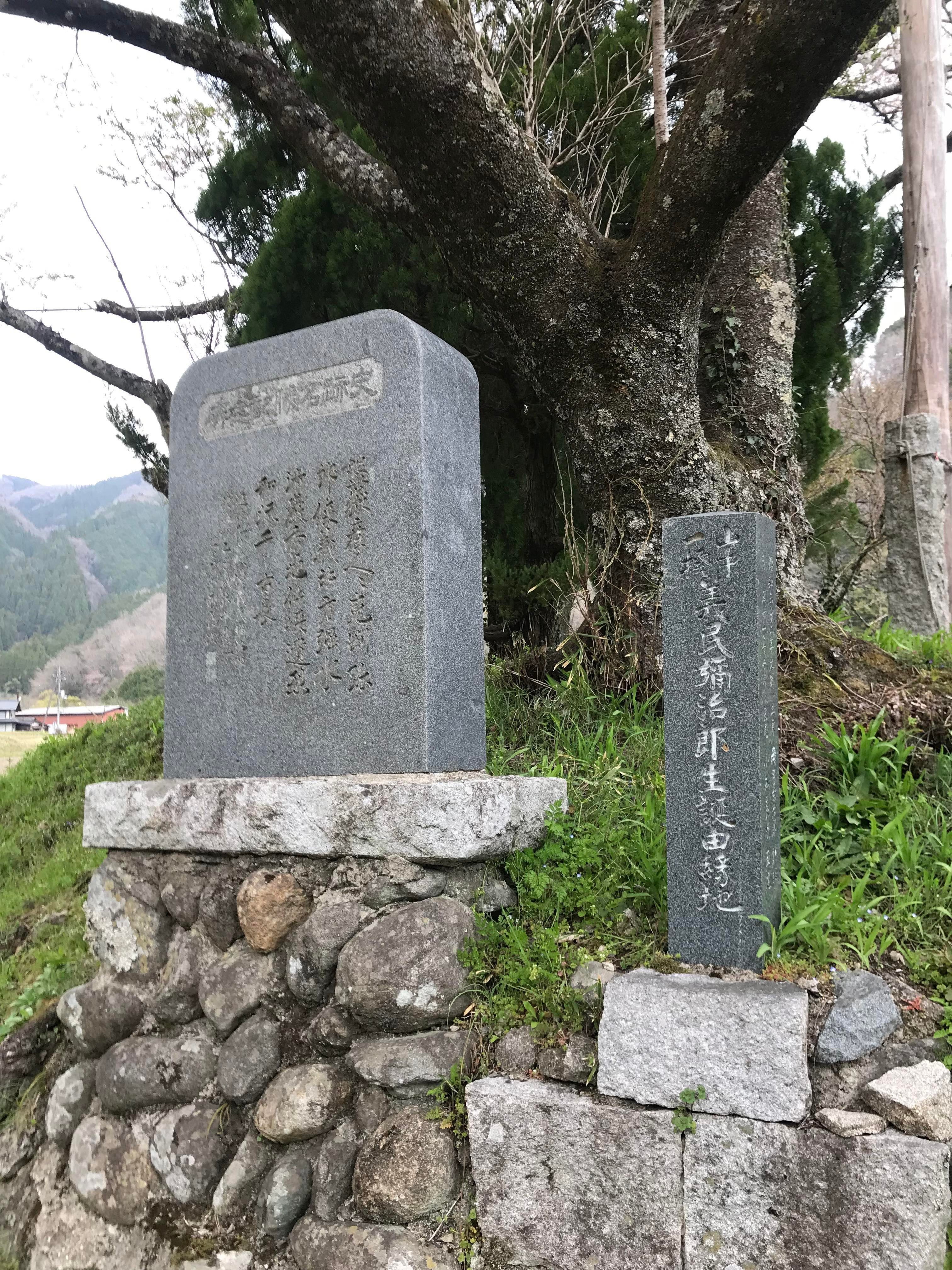
義民樋口弥治郎の顕彰碑
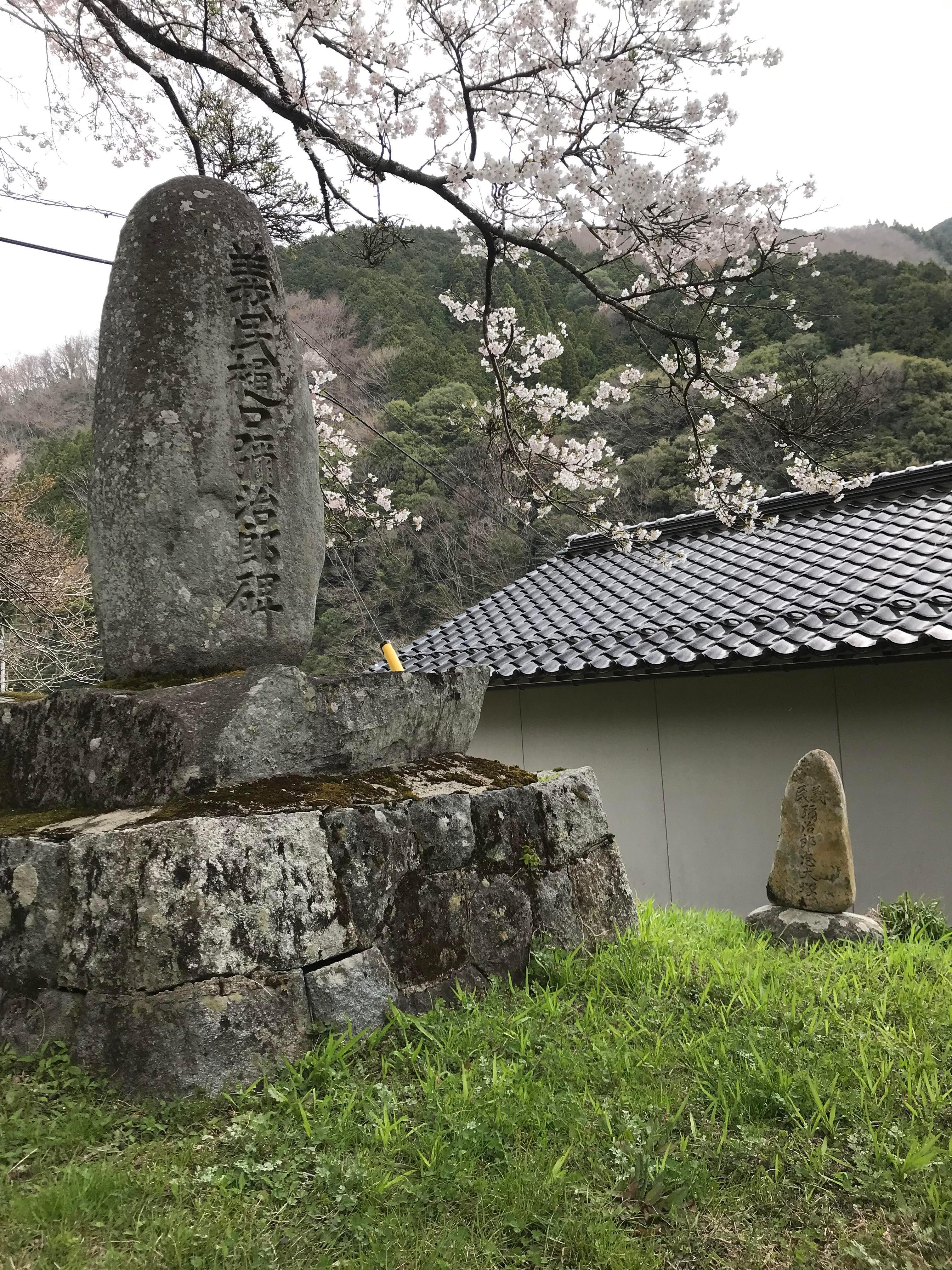
義民樋口弥治郎碑と忠犬塚
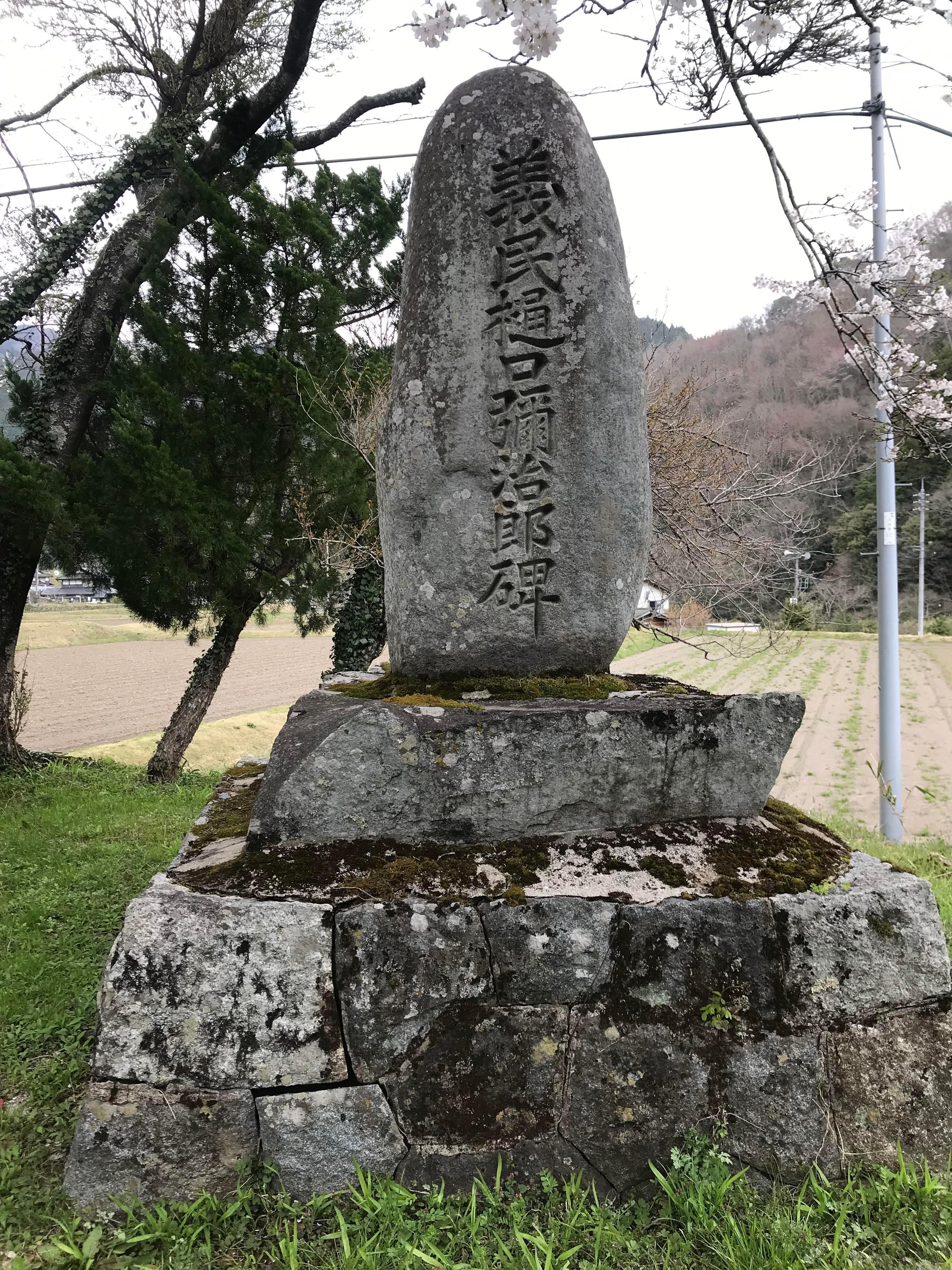
義民樋口弥治郎碑
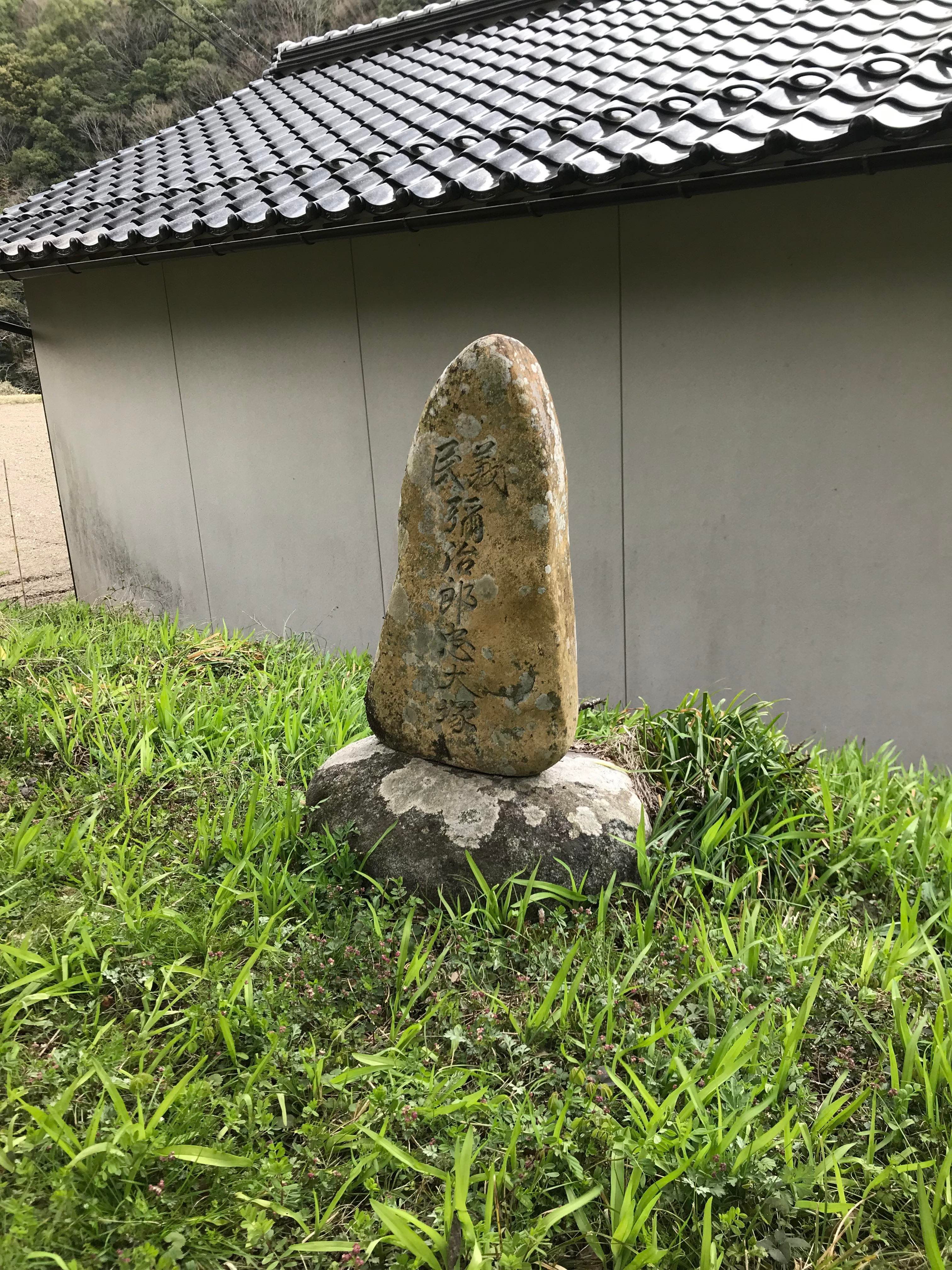
義民弥治郎忠犬塚

## 引用文献
- 「浄土宗摂取山念佛寺とフォルクローレ」中の「山中一揆」
- 岡山県「地域に息づく歴史をたずねる　江戸時代の百姓一揆、山中一揆」
- 湯原町「山中一揆調査史料」
- 長光徳和著『解説　美国四民乱放記』（『日本思想大系58　民衆運動の思想』所収・1970・岩波書店）